# F-19戰鬥機

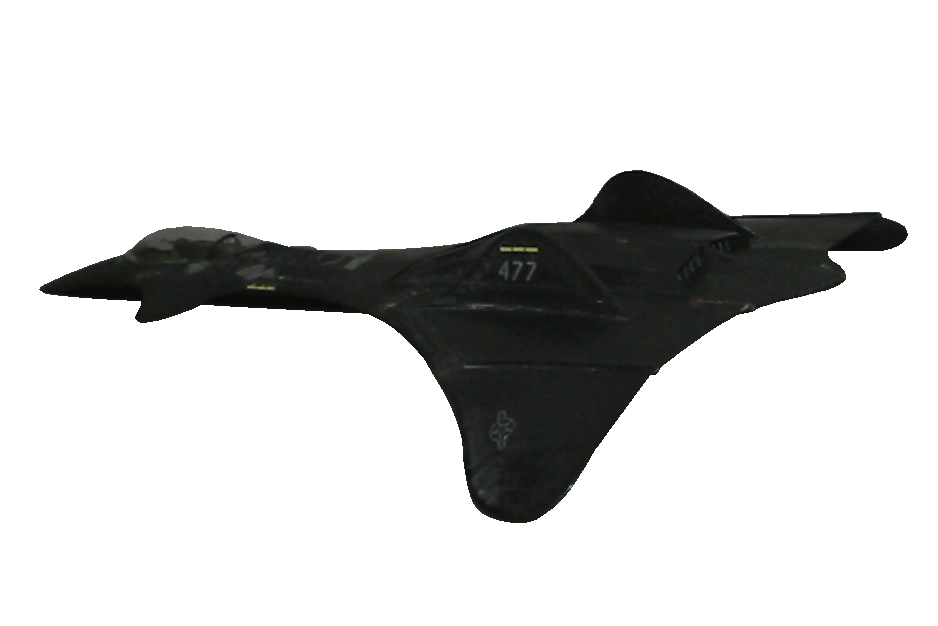
一架F-19战斗机在天空中飞翔

F-19是一個未被使用的美國戰鬥機編號，在80年代中后期普遍被认为是美国空军秘密研制的隱形戰機的編號。

## 由來
在80年代对美国新一代隐身飞机有诸多传闻，并且普遍指向F-19这个編號（介於F-18和F-20之間的編號）。无论是电脑游戏、飞机模型还是汤姆·克兰西的军事幻想作品《赤色風暴》都采用了“F-19”这个編號。然而，事实证明，隐身飞机的确存在，可其正式編號是F-117隐身攻击机。而原先民間推测出的F-19的可能外形，可与真正存在的F-117大相径庭。
对此，美国国防部的官方解释是“避免和米格-19混淆”，可惜基本没人相信（因为目前为止还没有别的数字因为外国編號而被跳过）。因此许多人一直高度怀疑F-19是不是真正被跳过了；如果是，那又是为了什么。一种理论认为F-19最初被赋予（至少是预留给）F-117A“夜鹰”，不过最后也没有使用（参见不规范美国国防部飞行器編號）。另一种可能原因是诺斯罗普公司为其“虎鲨”（当时名为F-5G）特别请求了F-20編號，因为其看起来像“新一代战斗机”（“20”系列）。
事实的确是第二种说法和官方说法的结合。編號“F-19A”的确因诺斯罗普的请求而被正式跳过。他们青睐偶数，希望将F-5G重命名为F-20A。苏联在80年代的外贸机型全用奇数（俄国人认为奇数吉利），诺斯罗普希望与他们“划清界限”。因此官方的“与米格-19混淆”的说法在事实上多多少少接近事实，尽管用词有些误导人。没人会把“F-19A”和米格-19混淆，尤其是在后者此时已经基本退役的情况下。确切的讲，诺斯罗普不想要特别避免与米格-19的“混淆”，而是希望用偶数而非苏联人使用的奇数。虽然美国空军标准分局（当时负责命名法制定）建议遵守规则使用“F-19A”，但F-20A的編號仍被批准了。
根据相关人士考证，这个事实记录在多个美国空军/国防部办公室在为诺斯罗普请求和制订F-20A編號时来往的信件之中。1982年10月28日美国空军总部航空学系统分部（HQ Aeronautical Systems Divison，显然为空军运作F-5G工程）向美国空军标准分局致信请求为诺斯罗普公司的F-5G赋予新的型号数字。下文是相关部分：
1. 1981年中，诺斯罗普公司的中间出口战斗机选型被命名为F-5G。自此，F-5G在结构、发动机和飞机系统上发生了一些重要变化。诺斯罗普公司相信这些变化最好通过将F-5G改成F-20A“虎鲨”来体现。诺斯罗普请求型号編號20的原因是其为偶数序列，在海外市场可以和奇数数字威胁的編號（米格-19、米格-21、米格-23）明了地区分开来。
1982年11月1日，该请求被标注分局交给五角大楼的美国空军总部请求批准。然而分局明确表示应该遵从现有规范，而其編號应为“F-19A”：
# 1. 新任务-设计-序列（MDS）編號的赋予请求[参见上文摘录]被呈交给贵方考虑批准。
# 2. MDS編號F-5G在1981年5月被批准赋予诺斯罗普的中间出口战斗机选型。基于请求书中包含的信息，该机相较于F-5G已经做了很大改动，应该按照请求赋予新MDS編號。
#3. 我们的记录显示-19是“F”系列下一个可用的数字，根据AFR 82-1第3f段我们认为应该赋予该机F-19A的編號。
# 4. 绰号“虎鲨”此时尚未被批准，不应列入DODL 4120.15 [美国国防部的官方航宇飞行器列表]直至MDS編號被赋予该机。我们将会在MDS編號建立之后着手批准其绰号。
# 5. 我们对DODL 4120.15中该机条目的推荐方案是： 
a. [MDS] F-19A
b. [生产商] 诺斯罗普
c. [绰号] 未制定
[...]
（信件拷贝的最底下有一行手写附注：“不同意。参见F-20A文件”） 
1982年11月17日美国空军总部批准了F-20A編號（但尚未批准绰号“虎鲨”），显然无视了标准分局的建议，并引入了误导人的“与米格-19混淆”解释：
# 1. 诺斯罗普公司的中间出口战斗机从F-5G更名为F-20A被批准。设计和能力上的大改值得获得新的基础设计数字。诺斯罗普对可能会在外国市场与米格-19混淆的关注使得该数字被跳过。
# 2. 绰号“虎鲨”的批准正在借助公共事务途径努力 [...]
# 3. 请告知ASD和诺斯诺普F-20A編號和绰号请求的现状。
F-20A的绰号“虎鲨”最终于1983年3月30日获批。该绰号最初于1981年9月4日被请求赋予F-5G，不过美国空军因为“F-5系列绰号的知名度和F-5G的不确定性”而拒绝。

## 大眾文化中的F-19
- 在1986年，Testor公司發行了一款名為「F-19隱形戰鬥機」（F-19 Stealth Fighter）的模型飛機。[2][3]由於大眾對匿蹤戰機的高度興趣，其他模型業者也競相推出F-19以及想像中蘇聯的同類型戰機的產品，F-19因此成為80年代銷售量最好的軍事模型之一。

- 如同Testor公司，Monogram models公司也發行了一款名為F-19A Specter的飛機模型，該模型參考了Loral Inc的設計。[4]

- 在湯姆·克蘭西1986年的小說《赤色風暴》裡出現了名為F-19A Ghostrider的飛機，這型飛機是用來對付入侵德國的蘇聯的秘密武器。

- 詹氏資訊集團曾在《詹氏全球空軍 1986-1987》裡錯誤的刊出關於F-19的條目。除了想像性的畫作以外，1987-1988版和 1988-1989版還將該機列為「洛克希德RF-10」以及「XST」。[5]

- 1988年，Microprose發行了一個名叫《F-19 Stealth Fighter》的電子遊戲，其中F-19的造型明顯根基於Testor的模型。